# コルビニー
コルビニー （Corbigny）は、フランス、ブルゴーニュ＝フランシュ＝コンテ地域圏、ニエーヴル県のコミューン。

## 地理
コミューンはモルヴァン地方および、ニヴェルネーとモルヴァン地方の境界線上にあるモルヴァン地域圏自然公園の入り口に位置する。
ヨンヌ川の支流アンギゾン川が流れる。コミューンは、丸みを帯びた丘陵に富んだ地方に位置している。

## 歴史
コルビニーはかつて、ヴェズレーからサンティアゴ・デ・コンポステーラの巡礼路へ向かう巡礼者たちの最初の宿場であった。巡礼者たちは、町にある地元の聖人レオナールの聖遺物（論争の種となっている）を崇敬していた。1790年から1795年まで、コルビニーは地区の中心地だった。今日のコルビニーは、ゆっくりと人口減少が進み、農村環境での魅力ある町となっている。
町にはフランス国鉄のコルビニー駅があり、オセール経由でパリ・ベルシー駅からの発の電車が1日2本停車する。コルビニー駅は、クラムシー-ジリー・シュル・ロワール路線のターミナル駅である。

## 人口統計
| 1962年 | 1968年 | 1975年 | 1982年 | 1990年 | 1999年 | 2006年 | 2014年 |
| ------ | ------ | ------ | ------ | ------ | ------ | ------ | ------ |
| 1985   | 2005   | 2253   | 1997   | 1802   | 1709   | 1681   | 1552   |

参照元:1962年から1999年までは複数コミューンに住所登録をする者の重複分を除いたもの。それ以降は当該コミューンの人口統計によるもの。1999年までEHESS/Cassini、2006年以降INSEE。

## 史跡
- サン・セーヌ教会 - ゴシック・フランボワイヤン様式
- サン・レオナール修道院 - 18世紀

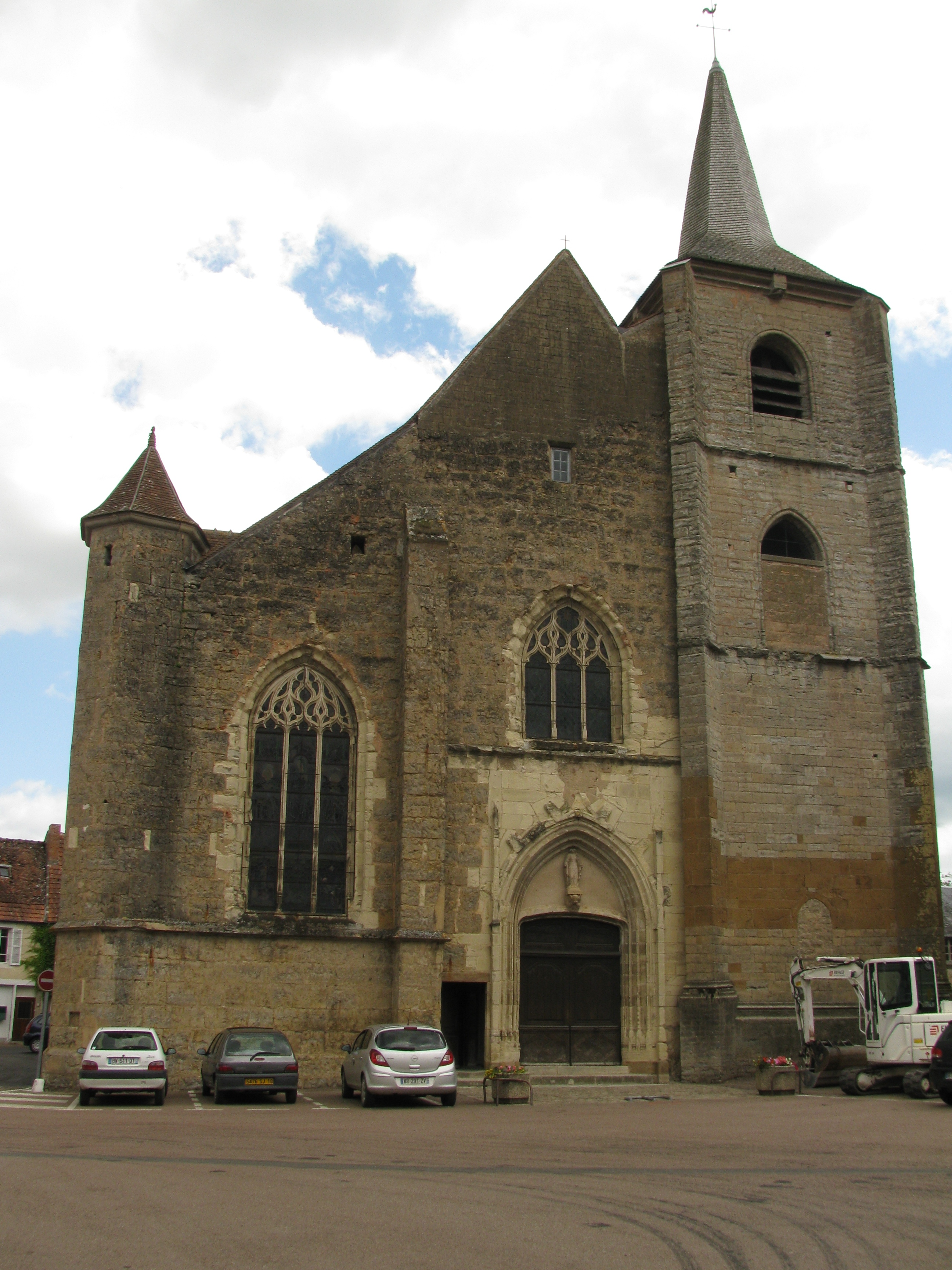
サン・セーヌ教会
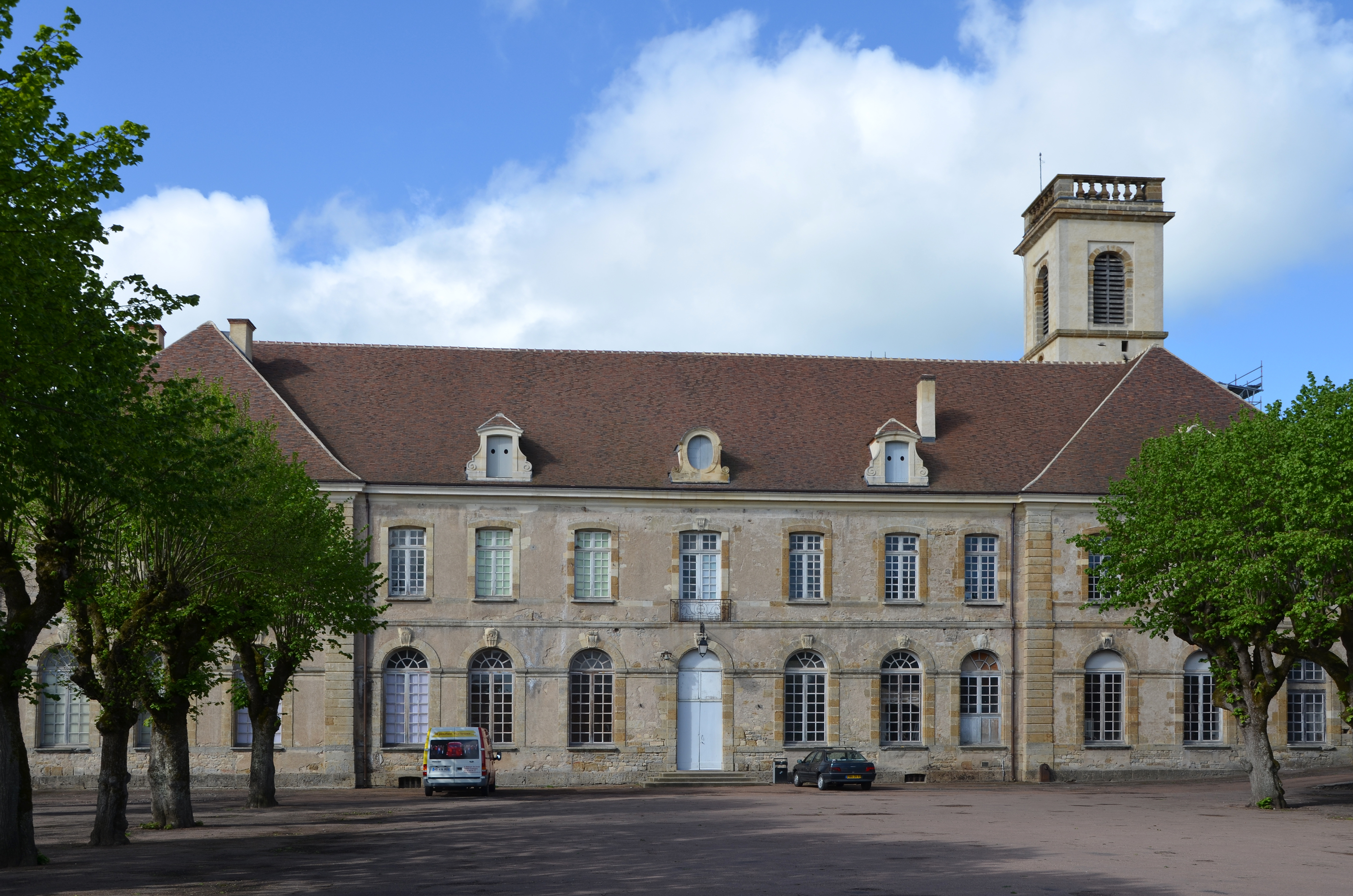
サン・レオナール修道院
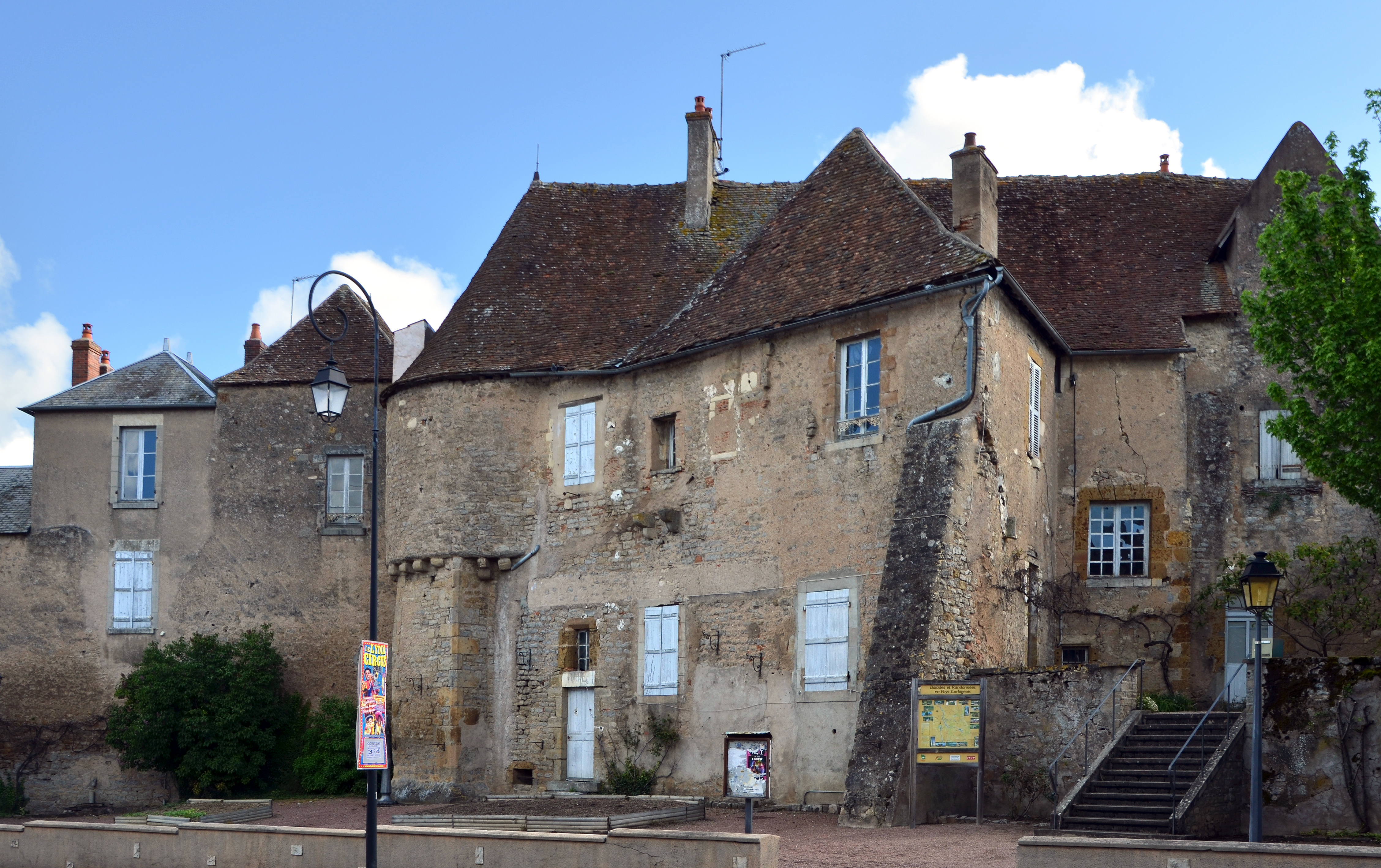
古い住宅
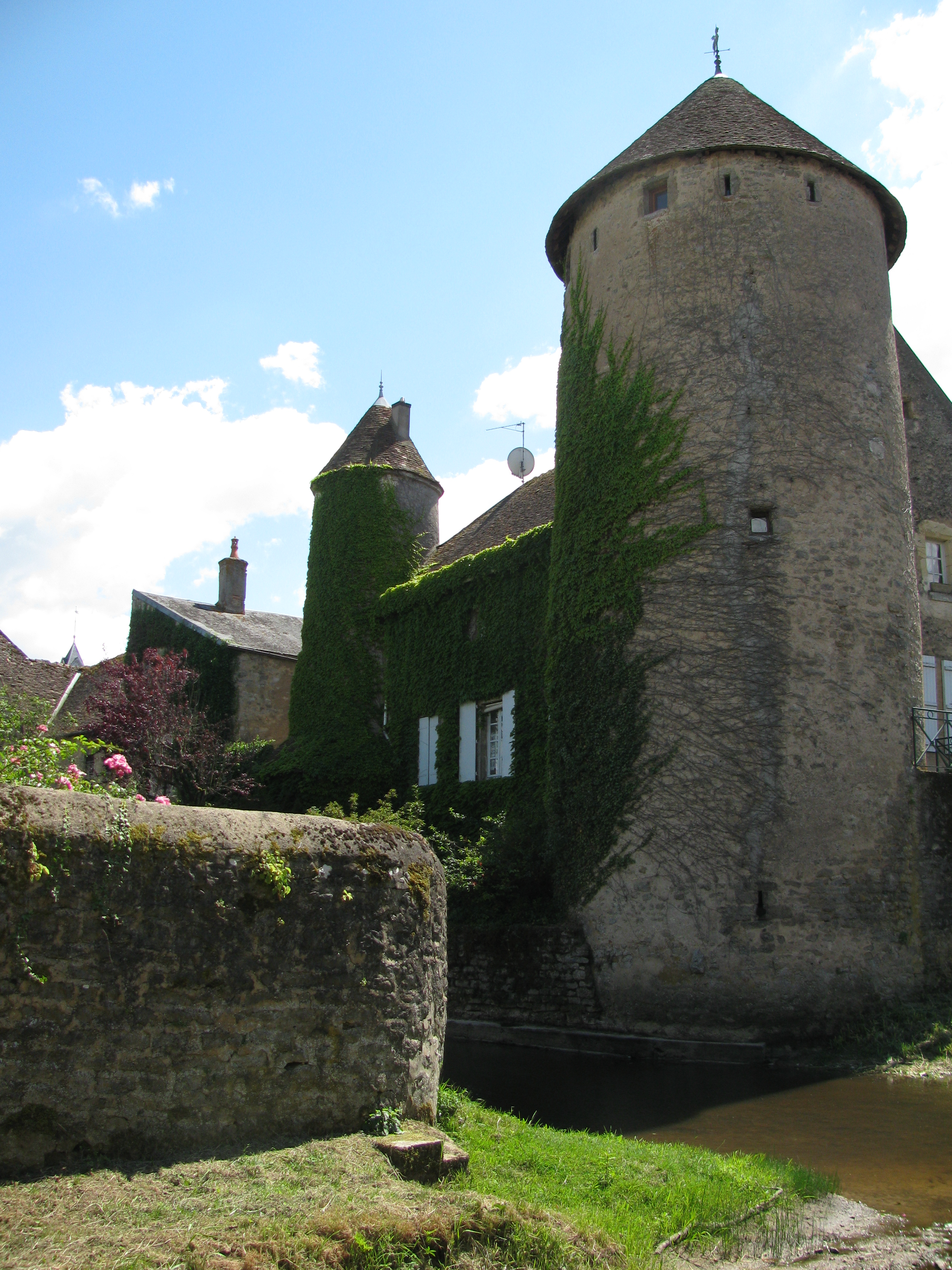
かつて町を取り囲んでいた壁の遺構